# Jón Árnason
Jón Árnason (født 17. august 1819 på gården Hof på Skagaströnd, død 4. september 1888) var en islandsk folkemindesamler og bibliotekar ved landsbiblioteket i Reykjavik. 
Hans Íslenzkar þjóðsögur og æfintýri (1862-64) er en rig og mangesidet samling af folkesagaer og -sagn, i hvilken han trofast følger folkets egen fremstilling.